# Аксу (аэропорт)
Аэропорт Аксу (кит. упр. 阿克苏机场, пиньинь Ākèsù Jīchǎng, палл. Акэсу цзичан) — аэропорт города Аксу Синьцзян-Уйгурского автономного района КНР.

## Описание
Аэропорт расположен в 14.5 км от центральной части города Аксу.
Расстояние от аэропорта до административного центра Синьцзяна города Урумчи по прямой 700 км, автодорогами 993 км.
Аэропорт имеет одну взлетно-посадочную полосу с искусственным покрытием длиной 2800 м. и шириной 45 м. Способен принимать Boeing 737-800 и все более лёгкие самолёты. Пассажирский терминал телескопическими трапами не оборудован, при посадке-высадке пассажиры самостоятельно следуют от здания аэровокзала к самолёту. Места стоянки самолётов находятся на расстоянии около 150 метров от терминала.

## История
Военный аэродром Аксу был построен в 1966 году.
Рейсы гражданской авиации выполняются с 1973 года.
Начиная с апреля 2004 года, с момента основания Группы компаний Аэропорты Синьцзяна, аэропорт находится под управлением данной компании.
30 мая 2008 года начались работы по масштабной реконструкция аэропорта. Общий объём инвестиций составил 225 млн. юаней. Был построен новый пассажирский терминал, площадки для стоянки самолётов, автомобильная стоянка, а также иные вспомогательные объекты. Взлётно-посадочная полоса была удлинена с 2400 до 2800 м. После реконструкции аэродром стал соответствовать классу 4С, согласно международной классификации ИКАО.
Реконструированный аэропорт Аксу был открыт в ноябре 2011 года.
10 апреля 2013 года, в городской черте Аксу, началось строительство Городского терминала аэропорта. Проект предполагает строительство 22-этажного многофункционального здания, совмещающего функции терминала аэропорта, гостиницы и объектов питания. Предполагается, что после введения Городского терминала аэропорта в эксплуатацию, пассажиры смогут в городской черте регистрироваться на авиарейсы, а в случае отмены или задержки рейсов воспользоваться услугами гостиницы. Общий объём инвестиций составил 445.7 млн юаней. Ввод в эксплуатацию запланирован на 2015 год.

## Авиакомпании и назначения
По состоянию на июнь 2015 года из аэропорта Аксу выполняются рейсы по следующим направлениям:

## Транспорт
Аэропорт связан с городом автобусным маршрутом № 9. Стоимость проезда 2 юаня. Интервал движения 25 минут.
Также доступно такси.

## Галерея

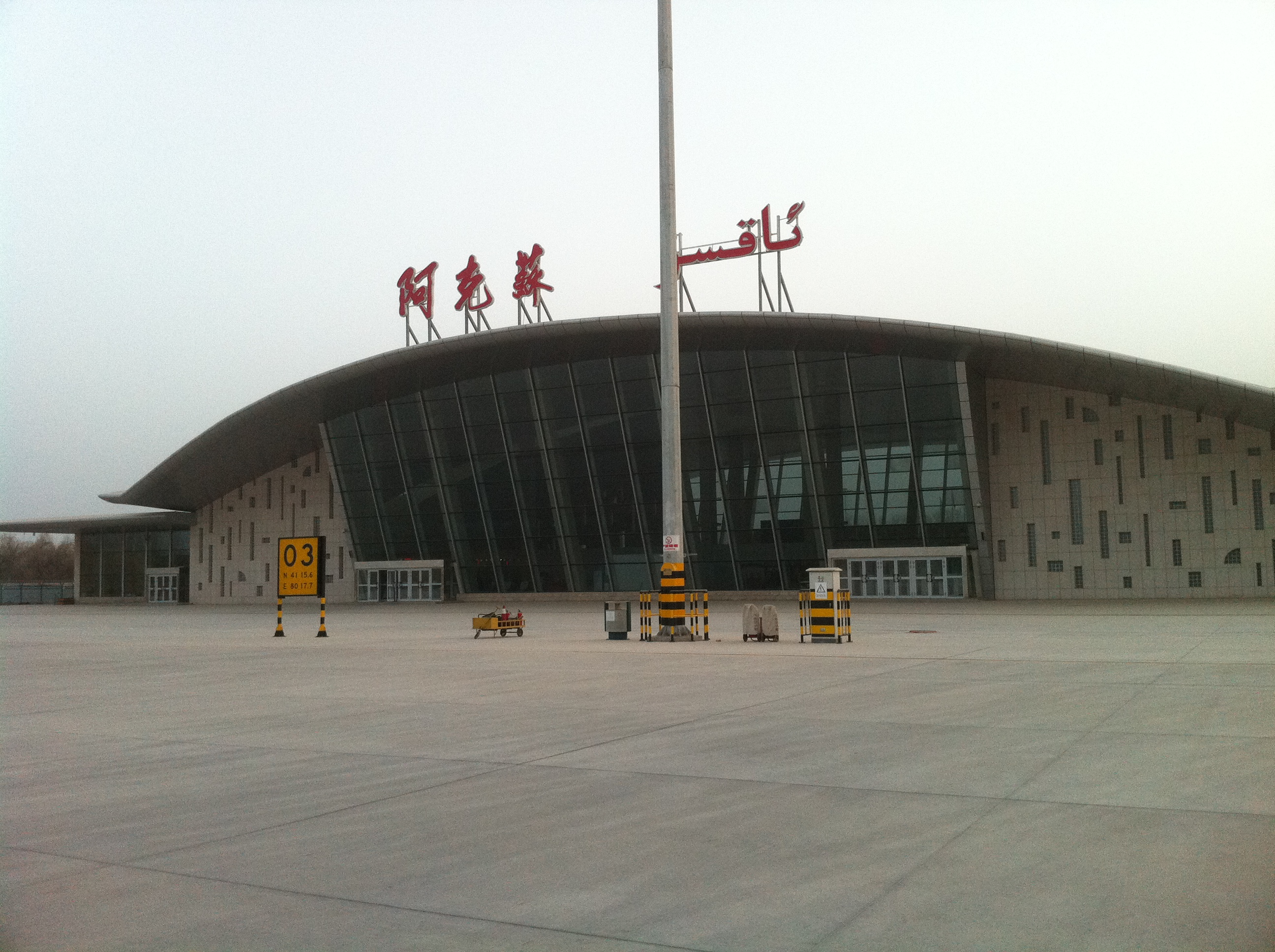
Здание аэровокзала. Вид со стороны мест для стоянки самолетов.
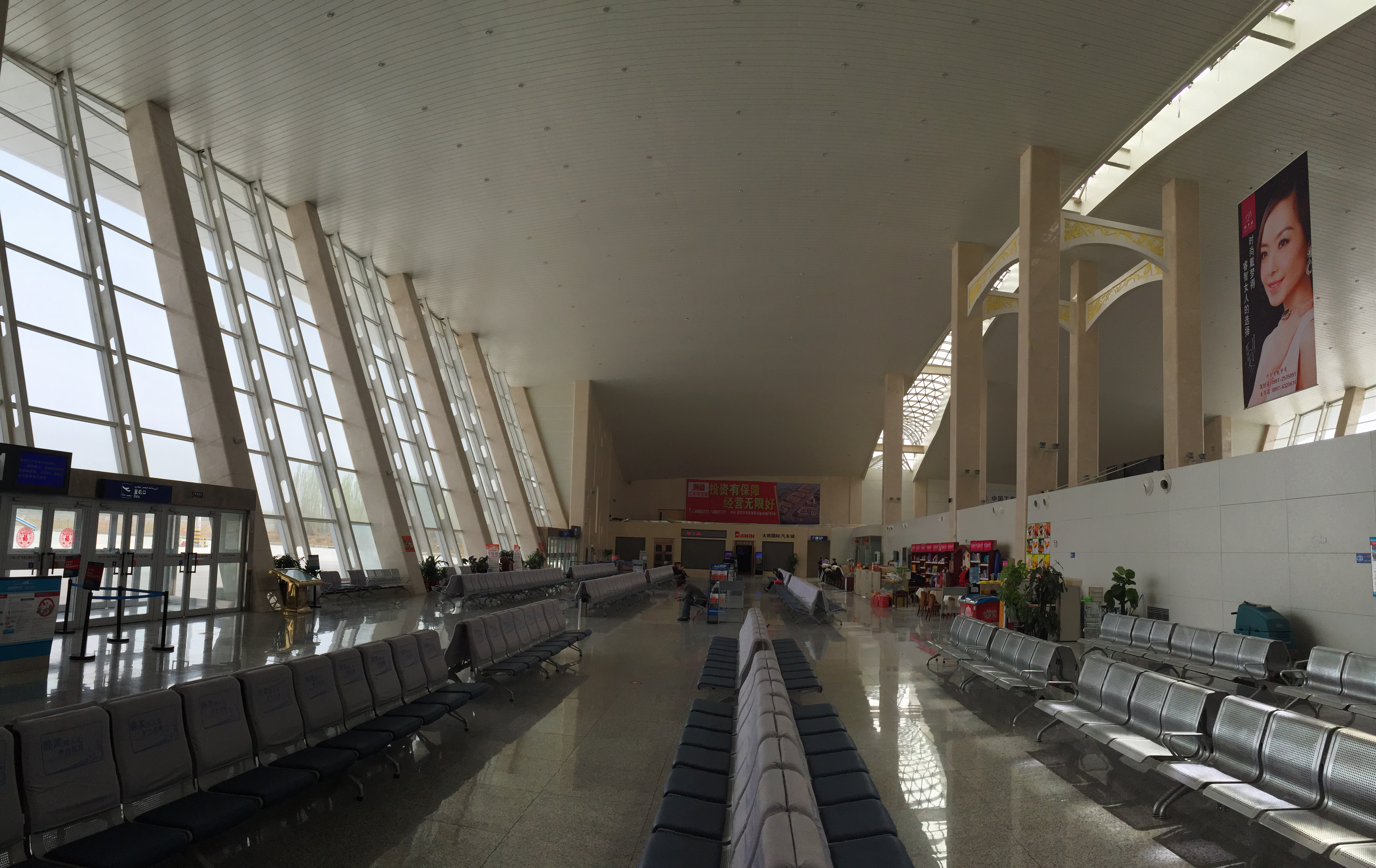
Зал вылета.
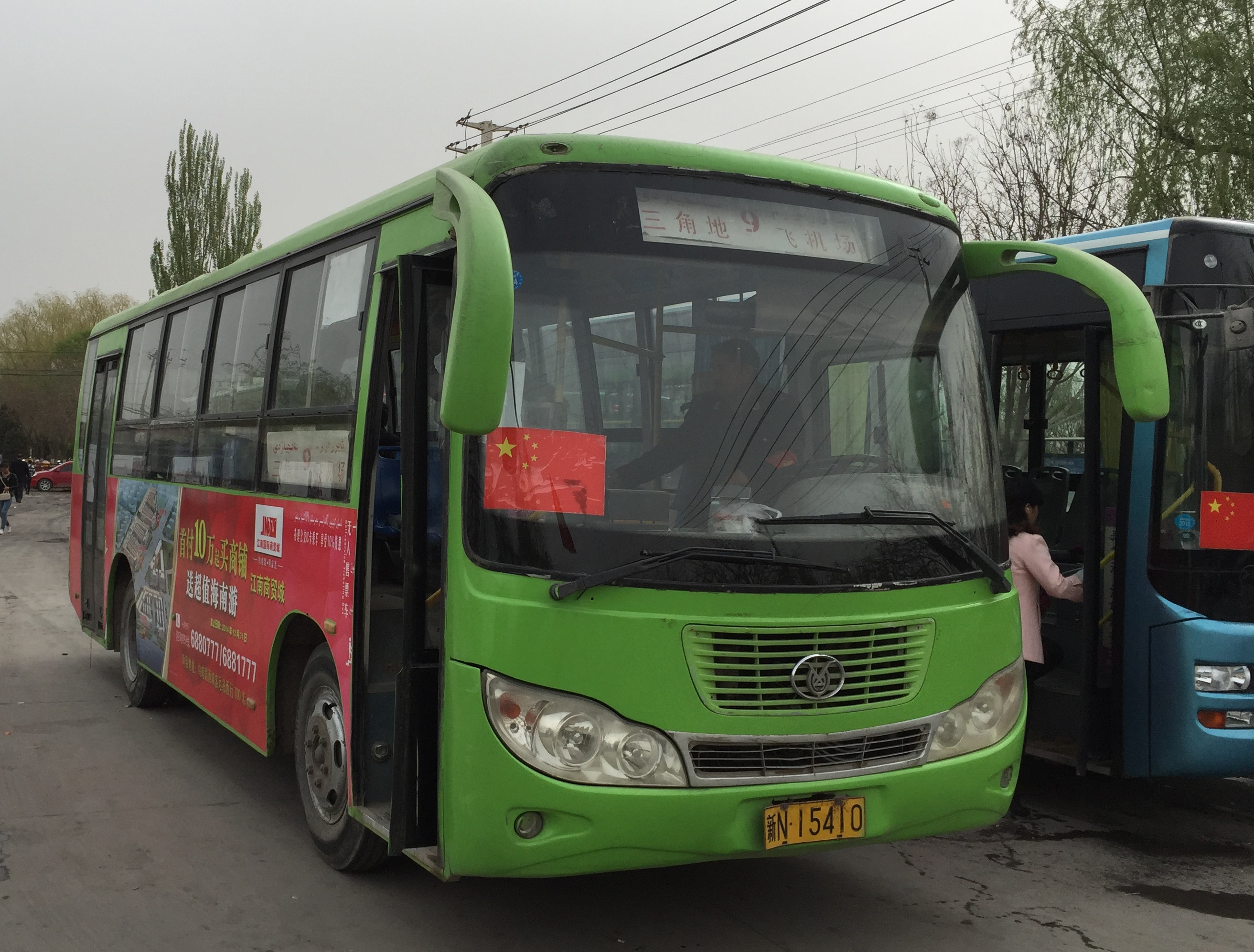
Автобусный маршрут №9 связывающий Аэропорт с городом.
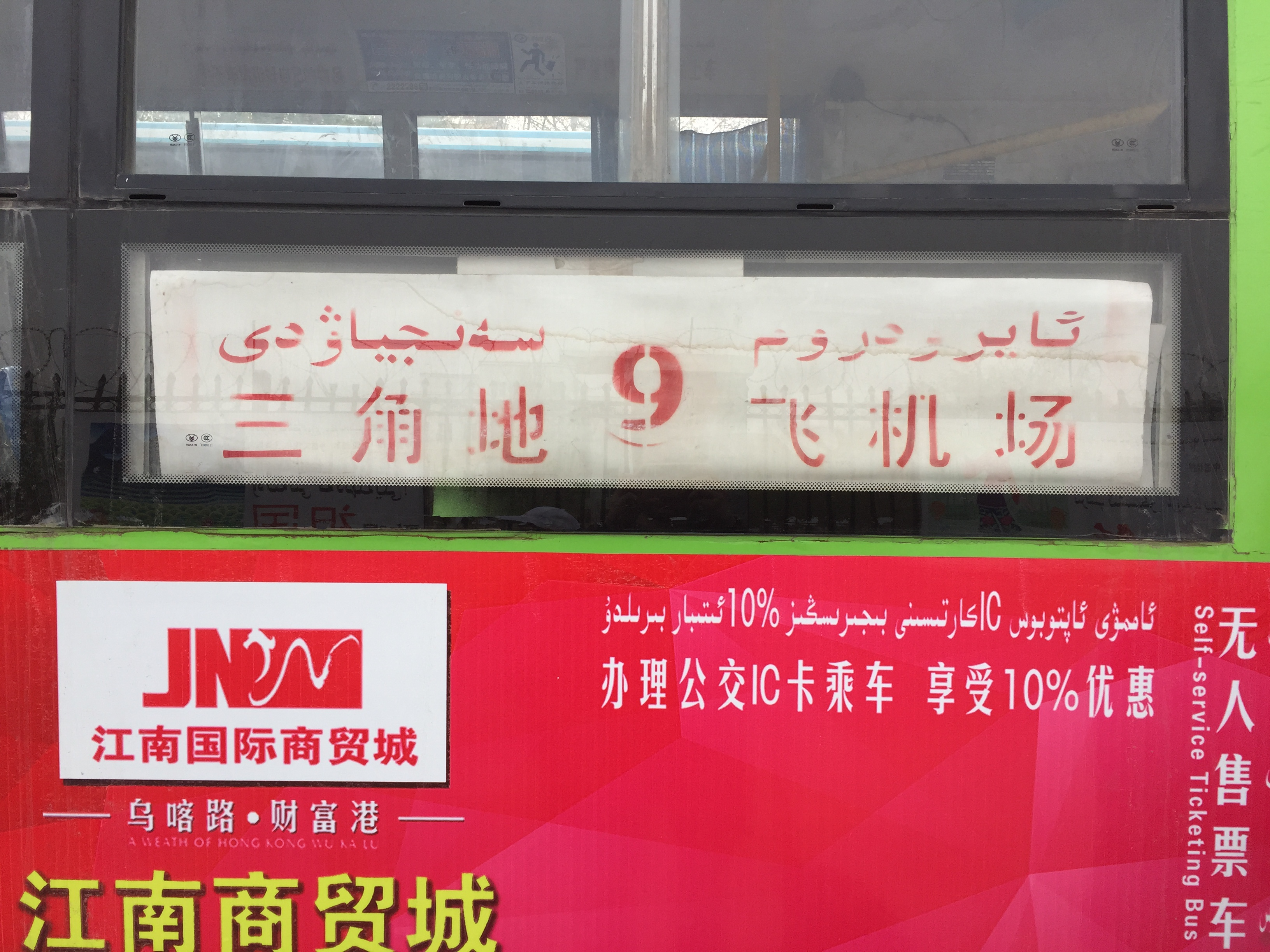
Автобусный маршрут №9 связывающий Аэропорт с городом.

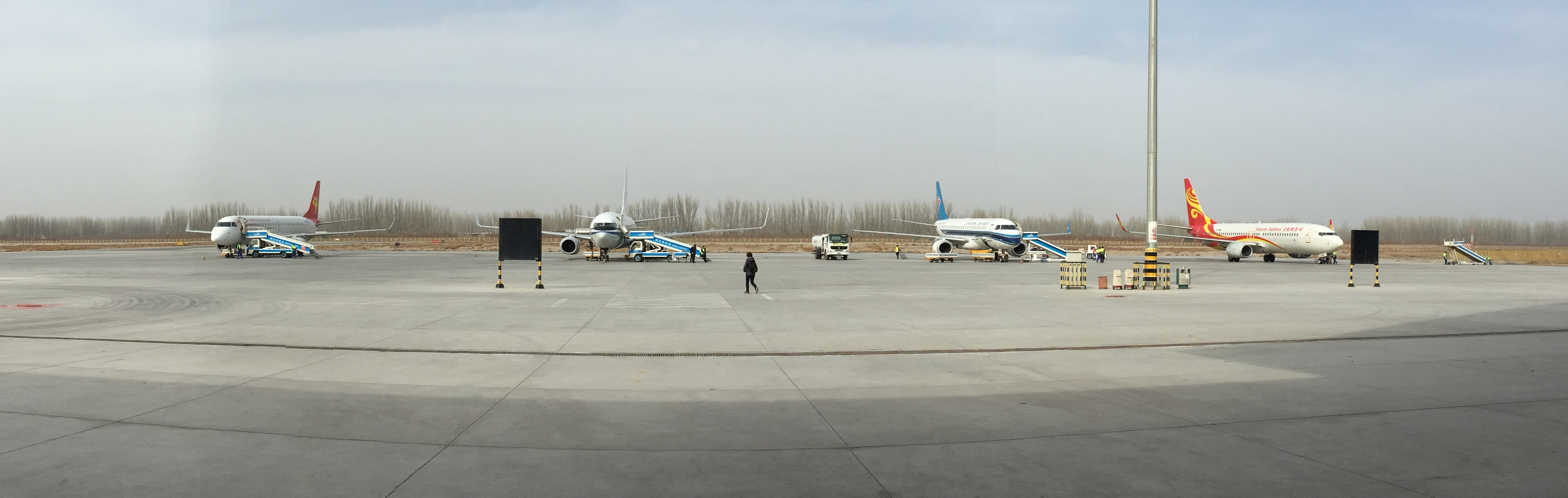
Слева направо: Embraer 190 (Tianjin Airlines), Boeing 737-800 (Air China), Embraer 190 (China Southern), Boeing 737-800 (Hainan Airlines) в аэропорту Аксу.
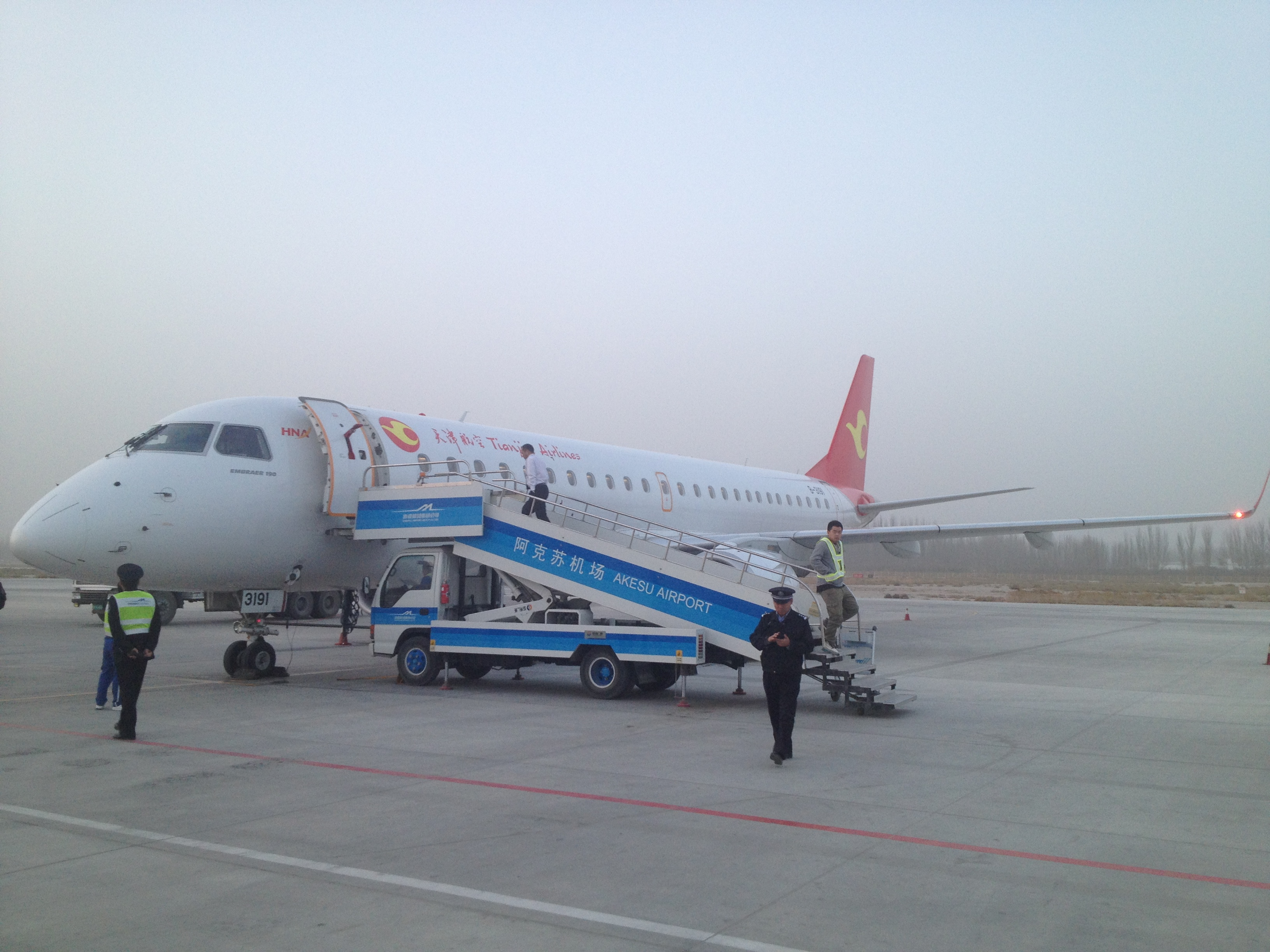
Embraer 190 авиакомпании Tianjin Airlines после высадки пассажиров в аэропорту Аксу
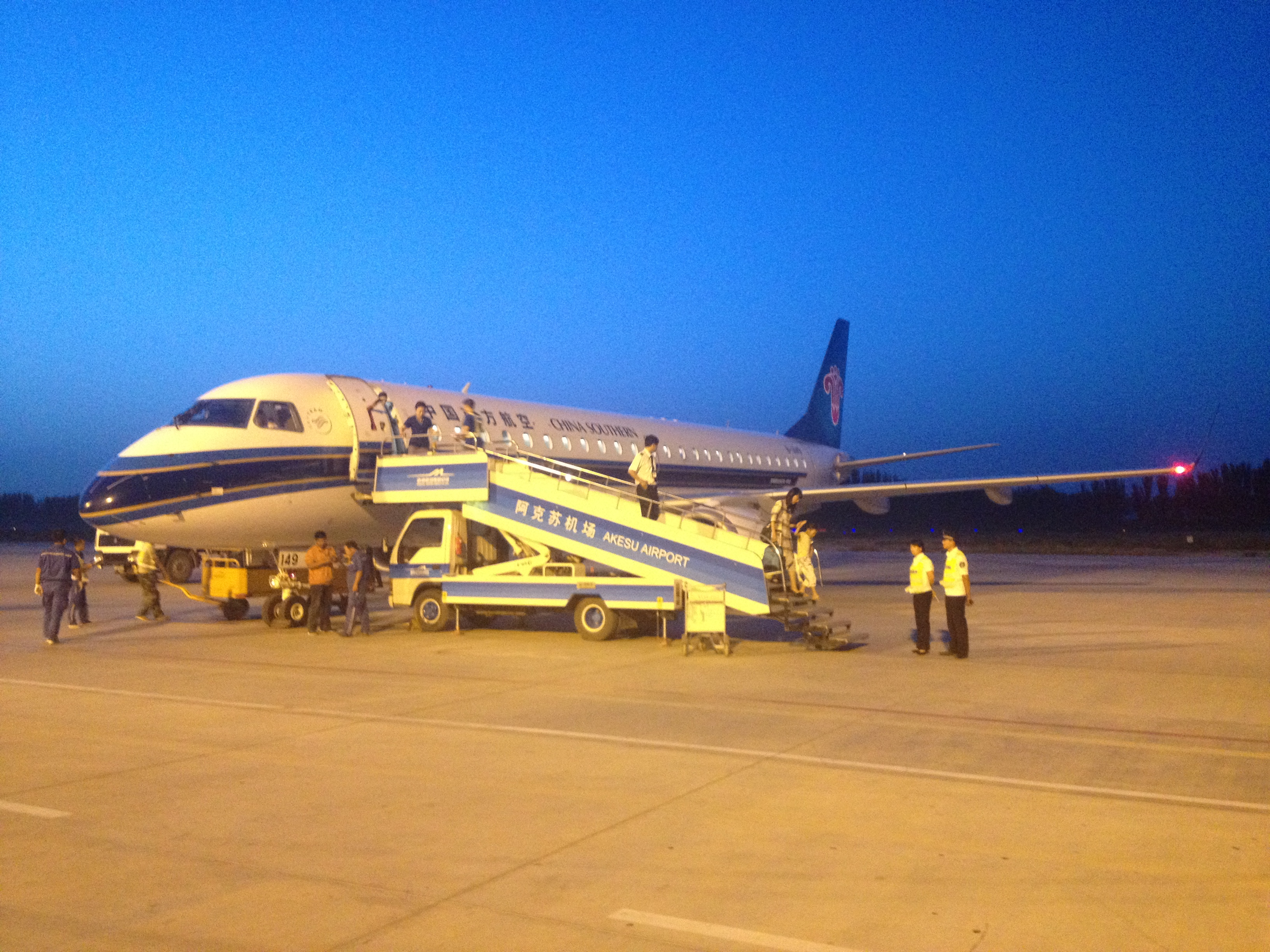
Embraer 190 авиакомпании China Southern после высадки пассажиров в аэропорту Аксу
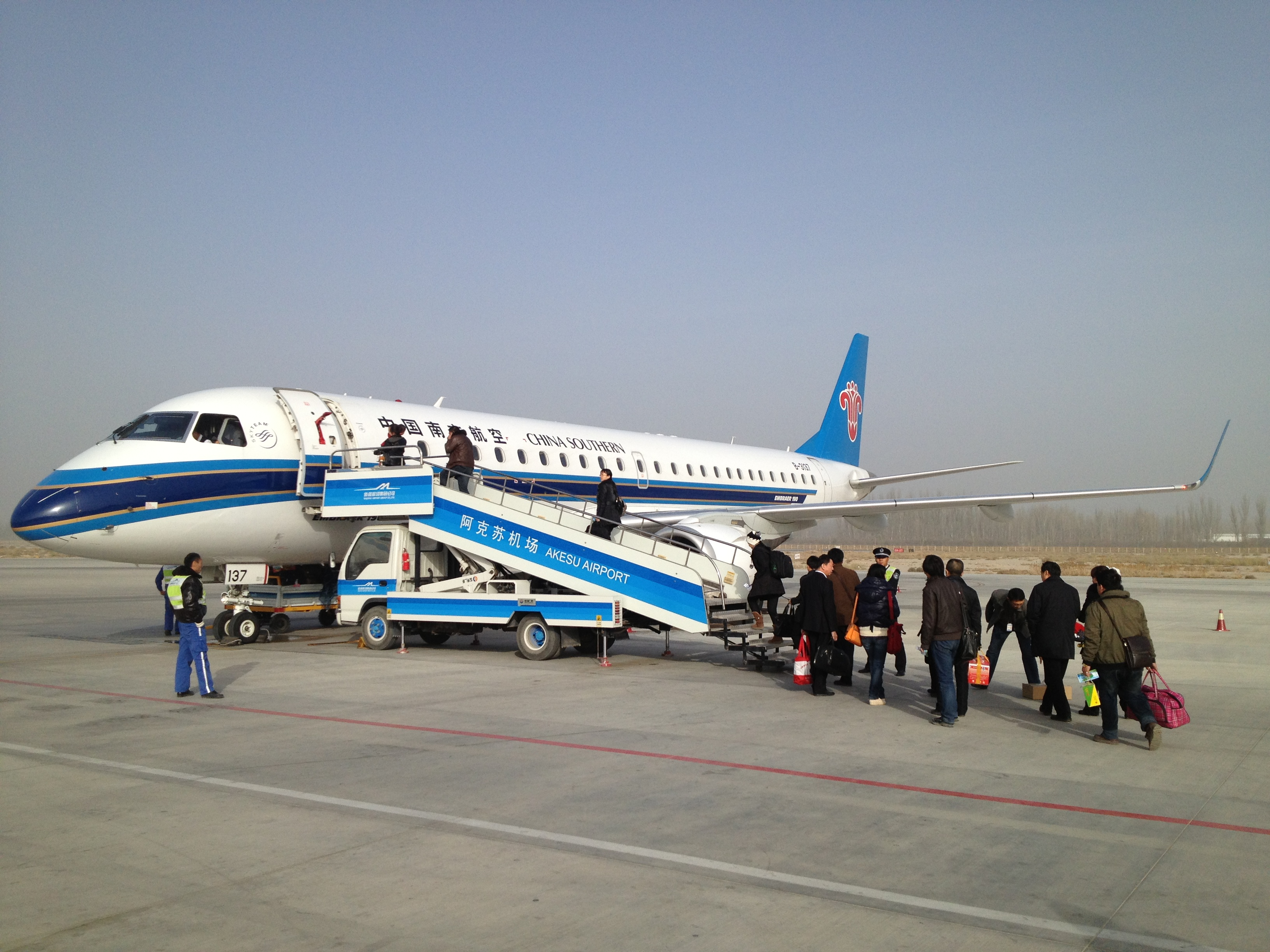
Embraer 190 авиакомпании China Southern во время посадки пассажиров в аэропорту Аксу